# Johann Georg Judas

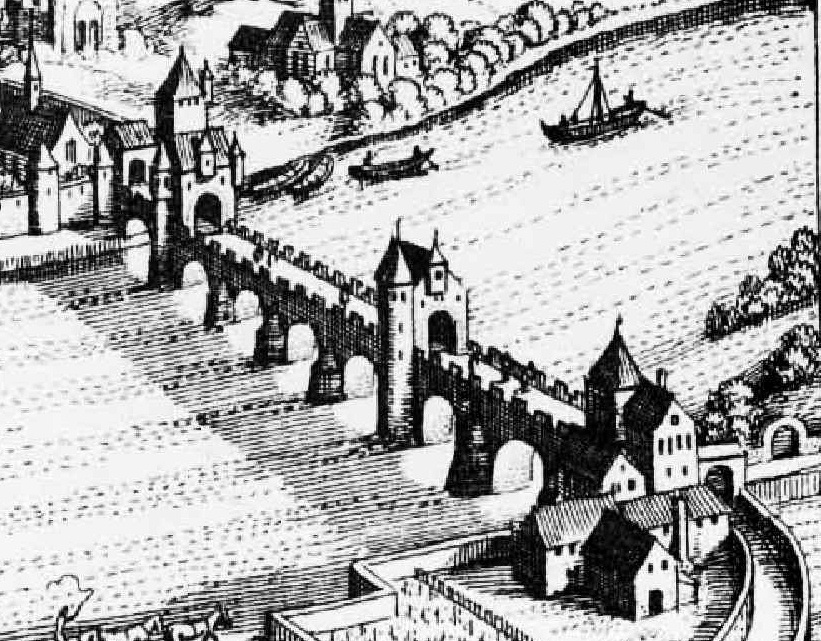
Die Trierer Römerbrücke auf einem Kupferstich von Merian 1646

Johann Georg Judas, auch: Meister Hansjörg (* um 1655 in der Schweiz; † 9. Oktober 1726 in Ehrenbreitstein) war Hofbaumeister im Kurfürstentum Trier.

## Leben
Johann Georg Judas stammte aus der Schweiz, war ursprünglich Zimmermann und arbeitete mit den kurtrierischen Hofbaumeistern Johann Christoph Sebastiani und Philipp Honorius von Ravensteyn zusammen. Sein genaues Geburtsdatum ist nicht bekannt, er wird erstmals im Januar 1688 in Ehrenbreitstein nachweisbar. Das mitunter genannte Geburtsdatum 9. Dezember 1638 in Benken (Schweiz) ist sicher nicht zutreffend, es beruht nur auf der Namensgleichheit mit einer an diesem Tag dort geborenen Person; ein Nachweis, dass es sich dabei  um den späteren Hofbaumeister handelt, fehlt. Da Johann Georg Judas aber bis kurz vor seinem Tod beruflich tätig war, ist eine Geburt um 1655 wahrscheinlicher. Aus den Quellen geht zwar hervor, dass er aus der Schweiz stammte, ein genauer Ort lässt sich jedoch bislang nicht nachweisen. Als Zimmermann führte er sowohl für Privatpersonen als auch für den kurfürstlichen Hof Bauaufträge aus, zeitweilig betrieb er auch eine Schiffsmühle auf dem Rhein bei Ehrenbreitstein. Eine besondere Rolle spielten in seinem Werk auch technische Anlagen wie Wasserleitungen oder Kräne.
In Trier erneuerte er ab 1717 die Moselbrücke, ab 1719 baute er den abgebrannten Trierer Dom wieder auf und begann 1721 den Neubau der Abteikirche Prüm. In Koblenz wurde die ehemalige Stadtkommandantur nach seinen Plänen 1722 erbaut und 1724 den Wiederaufbau des Alten Kaufhauses durchgeführt. 1725 trat er offiziell an die Stelle Ravensteyns als Hofbaumeister, dessen Funktion er schon früher faktisch ausgeübt hatte. Judas starb am 9. Oktober 1726 in Ehrenbreitstein. Seine Tätigkeit fiel in eine Phase der Erholung von den diversen Kriegen des späten 17. Jahrhunderts die das Kurfürstentum Trier verwüstet hatten.
Charakteristisch für einige seiner Bauten ist die bewusste Bewahrung historischer Details, die man als Beweis der „Altehrwürdigkeit“ ansah und die von zeitgenössischen Geschichtsschreibern erwähnt worden waren. Vermutlich wollte man sich in wirtschaftlich und politisch unruhigen Zeiten an der identitätsstiftenden Vergangenheit orientieren.